# Wiener Kanzleisprache
Die Wiener Kanzleisprache ist die in Österreich verwendete schriftliche Form des Amtsdeutsch bzw. der deutschen Amtssprache in österreichischer Ausprägung. Man spricht zuweilen auch von Österreichischem Beamtendeutsch. Kanzlisten (Amtsmitarbeiter) verwenden manchmal noch den Begriff „Wiener Kanzlei“ als Bezeichnung dieser Schreibform. Sie wird bis heute neben Ämtern auch bei Notaren und der Exekutive sowie Juristen angewendet.

## Entwicklung und Herkunft
Die Wiener Kanzleisprache entwickelte sich seit dem 17. Jahrhundert bis ins 19. Jahrhundert in den Kanzleien des Wiener Hofes, z. B. der Reichshofkanzlei, der Böhmischen Hofkanzlei, später Vereinigte Böhmisch-Österreichische Hofkanzlei, Ungarische Hofkanzlei. Es gab aber daneben am Wiener Kaiserhof auch noch andere Hofkanzleien als Regierungsstellen wie etwa die Siebenbürgische Hofkanzlei.
Die Ursprünge des österreichischen Amtsdeutsch der sogenannten Wiener Kanzlei sind die Maximilianische Kanzleisprache sowie die Prager Kanzleisprache, ab der Amtszeit Maria Theresias aus politischen Gründen auch die  Sächsische Kanzleisprache.
Die eigenständige Herausbildung einer Wiener Kanzleisprache begann mit der Übersiedelung des Hofes und seiner Verwaltung von Prag nach Wien unter Kaiser Matthias im Zuge des sogenannten „Bruderzwistes im Hause Habsburg“.
Anwendung findet diese besondere Form vor allem bei offiziellen amtlichen Schriftstücken; sie wird vielfach als veraltet angesehen, wird aber aufgrund ihrer Genauigkeit auch von Juristen und Notaren gerne verwendet, was in Zusammenhang mit dem ABGB, dem „Allgemeinen bürgerlichen Gesetzbuch“, liegt, das in Österreich seit 1812 Gültigkeit hat, somit dessen sprachliche Formen bis dato in Anwendung befindlich sind. Eine ältere verschriftlichte Form findet sich in der Constitutio Criminalis Theresiana.
Seit dem 18. Jahrhundert (1703) begleitet die Entwicklung der österreichspezifischen Amtssprache die Wiener Zeitung, seit 1812 öffentliches Amtsblatt. Die in dieser ältesten Zeitung der Welt ununterbrochen erscheinenden und somit Dokumentierten Entwicklungen sind ein sprachhistorisches Zeugnis von großer Bedeutung.

## Besonderheiten
Besonderheiten sind neben für Österreich einzigartigen typischen Formulierungen die Anwendung wiederkehrender Floskeln und verklausulierter Formeln und Formulierungen, vor allem im Schriftverkehr von amtlichen Stellen und Behörden. Bestimmte Wörter und Begriffe sowie Begriffsbedeutungen und alte Sprach-/Schreibformen haben sich einzig in der Wiener Kanzleisprache gleichsam konserviert. Teils finden sich, was sprachwissenschaftlich höchst interessant ist, frühneuzeitliche und barocke Formen des Sprachausdruckes nebeneinander. Sie war wirksames Verwaltungsinstrument der Habsburger Kaiser und ihrer Länder und wurde nach 1918 über das Beamtentum bis 1938 unverändert beibehalten.
Natürlich ergaben sich durch die Ereignisse und Umbrüche des 20. Jahrhunderts und die Zäsuren von 1938 und 1945 auch für die Wiener Kanzleisprache einige einschneidende Veränderungen, die sich schließlich in das komplexe Gesamtgefüge integriert haben. Heute geht man gemäß der Mode zu einfacheren „modernen“ Sprachformen, Formulierungen und Ausdrucksmitteln über, die als allgemeinverständlich gelten.

## Hinweise
- Juristische Fachsprache
- Verwaltungssprache

Als herausragendes Beispiel kann der Text der Pragmatischen Sanktion von 1713 betrachtet werden:
- Pragmatische Sanktion
- Beamter (Österreich)